# Монтальто-Лігуре
Монтальто-Лігуре, Монтальто-Ліґуре (італ. Montalto Ligure) — муніципалітет в Італії, у регіоні Лігурія,  провінція Імперія.
Монтальто-Лігуре розташоване на відстані близько 440 км на північний захід від Рима, 105 км на південний захід від Генуї, 17 км на захід від Імперії.
Населення — 368 осіб (2014).

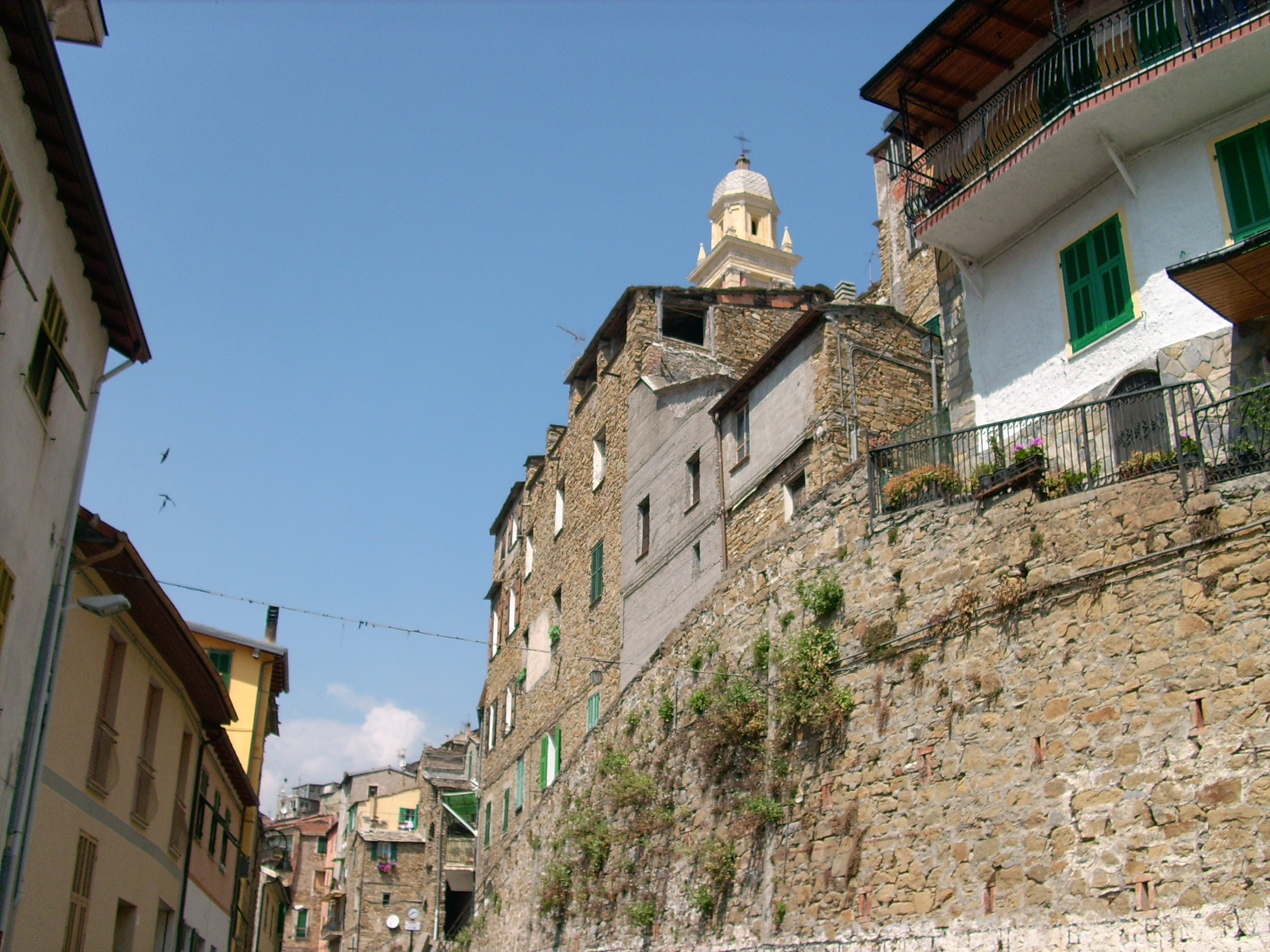

Щорічний фестиваль відбувається 24 червня. Покровитель — святий Іван Хреститель.

## Демографія
Населення за роками:

Станом на 31 грудня 2014 року в муніципалітеті офіційно проживали 44 іноземці з 10 країн, серед них 37 громадян країн Євросоюзу.

## Сусідні муніципалітети
- Бадалукко
- Карпазіо
- Дольчедо
- Моліні-ді-Трьора
- Прела